# Brana calopasa
Brana calopasa är en fjärilsart som beskrevs av Walker 1859. Brana calopasa ingår i släktet Brana och familjen nattflyn. Inga underarter finns listade i Catalogue of Life.